# برند یاگر
برند یاگر (آلمانی: Bernd Jäger؛ زادهٔ ۱۸ نوامبر ۱۹۵۱) ژیمناست هنری اهل آلمان بود.
از افتخارات وی میتوان به کسب مدال نقره تیمی در بازی‌های المپیک تابستانی ۱۹۷۶ اشاره کرد.